# Squalus notocaudatus
Squalus notocaudatus — вид рода колючих акул семейства катрановых акул отряда катранообразных. Обитает в центрально-западной части Тихого океана. Встречается на глубине до 454 м. Максимальный зарегистрированный размер 61,9 см. Не является объектом коммерческого промысла.

## Таксономия
Впервые научно вид описан в 2007 году. Голотип представляет собой неполовозрелого самца длиной 61,9 см, пойманного у берегов Квинсленда (17°27' ю.ш. и 149°46' в.д.) на глубине 348 м. Паратипы: неполовозрелый самец длиной 36,8 см и самка длиной 39,3 см, пойманные там же на глубине 454 м и 402 м соответственно и самка длиной 49,5 см, пойманная восточнее Рокгемптона на глубине 282 м. Видовой эпитет происходит от слов лат. nota — «отметина» и лат. cauda — «хвост»  и связано с тем, что у этих акул на хвостовом плавнике имеется тёмная полоса.

## Ареал
Squalus notocaudatus обитают в юго-западной части Тихого океана у побережья Квинсленда, Западная Австралия. Эти акулы встречаются на глубине от 225 до 454 м. 

## Описание
Максимальный зарегистрированный размер составляет 61,9 см. Тело стройное и удлинённое, высота туловища составляет 8,6—11,1 % длины тела и в 1,4—1,6 раз превышает ширину головы.Ноздри обрамлены кожными складками. Внешняя лопасть назальных складок сильно раздвоена. Расстояние от кончика рыла до рта равно 8,4—9,5 % длины тела. Крупные овальные глаза вытянуты по горизонтали. Позади глаз имеются брызгальца.  Длина глаз в 3,8—4,3 % меньше длины головы. Ширина рта в 3,4—4,3 раза превышает длину верхней губной борозды. Длина пятой жаберной щели составляет 1,9—2,1 % длины тела. У основания спинных плавников расположены  шипы. Первый спинной плавник крупнее второго, имеет прямой постав, каудальный край почти вертикальный. Первый спинной плавник сдвинут вперёд и расположен ближе к грудным, чем к брюшным плавникам. Каудальный край второго спинного плавника сильно вогнут.  Кончики грудных плавников узко закруглены. У взрослых акул грудные плавники имеют слегка серповидную форму, длина переднего края равна 14,6—16,4 % длины тела. Хвостовой плавник, выемка у края более длинной верхней лопасти. Анальный плавник отсутствует. Окраска бледно-серого цвета.  Кончики спинных плавников темнее основного фона. На задней границе хвостового плавника имеется белая кайма. Количество позвонков осевого скелета 123—127.

## Взаимодействие с человеком
Вид не является объектом целевого рыбного промысла. Встречается крайне редко. Данных для оценки Международным союзом охраны природы статуса сохранности вида недостаточно.   